# Jean-Martin van Marcke de Lummen
Jean-Martin van Marcke de Lummen   (Brussel·les, 1698 - València, 18 de juliol de 1777) fou un militar belga al servei del Regne d'Espanya, Capità general de València i baró de Diependaal. En 1711 va ingressar al servei del rei Felip V d'Espanya en la guàrdia valona. En 1716 participà en l'expedició contra Sardenya i en 1718 ascendí a subtinent. Ascendit a tinent en 1721, va participar en el Setge de Gibraltar (1727) i en la conquesta d'Orà. En 1733 ascendí a capità, en 1741 a mariscal de camp i en 1743 a brigadier. En novembre de 1748 fou nomenat inspector de la infanteria del regne d'Aragó, València, Múrcia i Castella. També va ser governador civil i militar de Vic (1750), Tarragona (1755) i Ceuta (1759). En 1760 fou ascendit a tinent general i en 1763 fou nomenat comandant del Camp de Gibraltar. En 1770 fou Capità general d'Andalusia i en 1775 Capità general de València, càrrec que va ocupar fins a la seva mort en 1777.